# Mokre (gromada w powiecie bielskim)
Mokre – dawna gromada, czyli najmniejsza jednostka podziału terytorialnego Polskiej Rzeczypospolitej Ludowej w latach 1954–1972.
Gromady, z gromadzkimi radami narodowymi (GRN) jako organami władzy najniższego stopnia na wsi, funkcjonowały od reformy reorganizującej administrację wiejską przeprowadzonej jesienią 1954 do momentu ich zniesienia z dniem 1 stycznia 1973, tym samym wypierając organizację gminną w latach 1954–1972.
Gromadę Mokre z siedzibą GRN w Mokrem utworzono – jako jedną z 8759 gromad – w powiecie bielskim w woj. białostockim, na mocy uchwały nr 12/V WRN w Białymstoku z dnia 4 października 1954. W skład jednostki weszły obszary dotychczasowych gromad Mokre, Knorydy, Dubiażyn, Rajki i Kozły ze zniesionej gminy Dobromil w tymże powiecie. Dla gromady ustalono 18 członków gromadzkiej rady narodowej.
31 grudnia 1959 z gromady Mokre wyłączono wieś Oleksze włączając ją do znoszonej gromady Paszkowszczyzna; do gromady Mokre przyłączono natomiast wieś Lewki i kolonię Lewki ze znoszonej gromady Parcewo. Po zmianach tych gromadę Mokre zniesiono, włączając jej obszar do nowo utworzonej gromady Piliki.